# N312 (België)
De N312 is een gewestweg in de Belgische provincie West-Vlaanderen. De weg verbindt Lissewege, een deelgemeente van Brugge met Vierwege, een gehucht van Zuienkerke. De weg heeft een totale lengte van ongeveer 2 kilometer.

## Traject
De N312 loopt vanaf de N31 naar het westzuidwesten. Alvorens aan te sluiten op de N371 wordt de spoorlijn 51 (Brugge - Blankenberge) gelijkgronds gekruist.